# Nicole Eggert
Nicole Elizabeth Eggert, född 13 januari 1972 i Glendale, Kalifornien, är en amerikansk skådespelerska. Hon har bland annat medverkat i TV-serierna Baywatch och Charles in Charge.
Eggert föddes i Glendale i Kalifornien som dotter till Ralph Eggert och Gina Duncan. Efter att modern anmält Eggert till en skönhetstävling för barn korades hon vid fem års ålder till Miss Universe i juniordivisionen. En agent såg henne och erbjöd henne en roll i en reklamfilm för Johnson & Johnson.
År 1981 fick hon en roll i filmen Rich and Famous, tillsammans med Jacqueline Bisset och Candice Bergen.

## Privatliv
Eggert var förlovad med den kanadensiske skådespelaren Corey Haim, som hon spelade mot i filmerna Blown Away (1992), The Double 0 Kid (1992) och Anything for Love (1993). Eggert hjälpte till att rädda livet på Haim minst en gång, när hon tog honom till avgiftning på sjukhus under ett drogrus.
Eggert var gift med skådespelaren Justin Herwick från 2000 till 2002. De har en dotter tillsammans, född 1998.
I juli 2011 föddes Eggerts andra dotter Keegan.
Den 21 april 2015 medverkade hon i TV-serien Botched då hon gjorde en bröstförminskning.
Eggert har anklagat skådespelaren Scott Baio för att ha sexuellt trakasserat henne, och utnyttjat henne sexuellt som minderårig, något som började vid 14 års ålder. Baio har nekat till alla anklagelser. Baio har sagt att de har haft sexuellt umgänge en gång då Eggert var 18 år gammal, och som hon även tog initiativ till. Enligt Eggerts version var hon 17 år gammal, och Baio tog initiativet.

## Filmografi (urval)
- Fantasy Island (1981-1982) (2 avsnitt)
- Rich and Famous (1981)
- Someday You'll Find Her, Charlie Brown (1981)
- T.J. Hooker (1982-1983) (5 avsnitt)
- Hambone and Hillie (1984)
- Grottbjörnens folk (1986)
- Omega Syndrome (1987)
- Kinjite: Forbidden Subjects (1989)
- The Super Mario Bros. Super Show! (1989) (1 avsnitt)
- The Haunting of Morella (1990)
- Baywatch (1992-1994) (44 avsnitt)
- Blown Away (1992)
- The Double 0 Kid (1992)
- Anything for Love (1993)
- The Demolitionist (1995)
- Amanda and the Alien (1995)
- Melissa (1995)
- Mord, mina herrar (1996) (1 avsnitt)
- Våra värsta år (1996) (1 avsnitt)
- The Price of Kissing (1997)
- Bartender (1997)
- Pink as the Day She Was Born (1997)
- Siberia (1998)
- Här är ditt liv, Cory (1 avsnitt)
- Sleeping Beauties (1999)
- Submerged (2000)
- Gilmore Girls (2001) (1 avsnitt)
- Triangle Square (2001)
- Thank You, Good Night (2001)
- Baywatch: Hawaiian Wedding (2003)
- Decoys (2004)
- What Lies Above (2004)
- Stan Lee's Lightspeed (2006)
- National Lampoons: Cattle Call (2006)
- Holiday Switch (2007)
- Loaded (2008)